# Sheikh Zayed Road

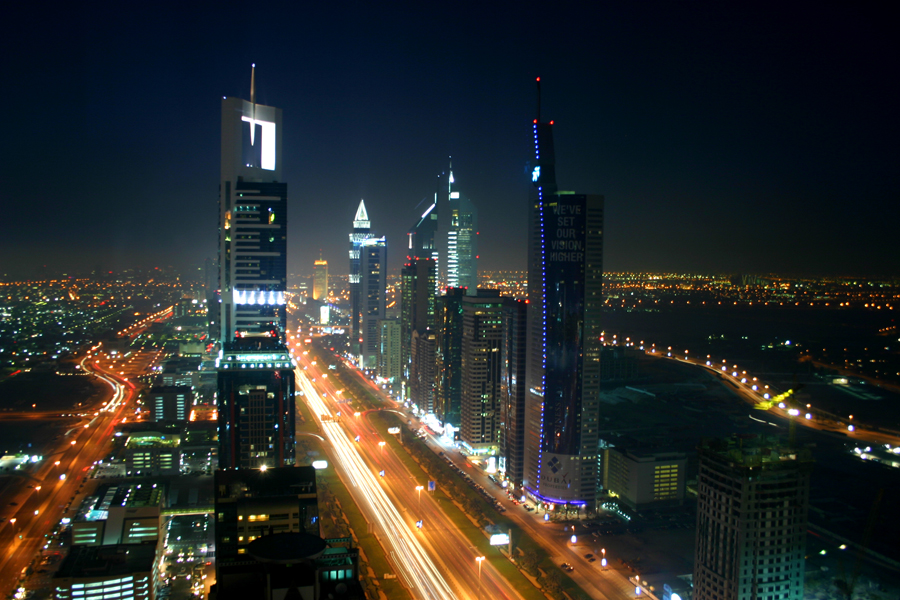
Skyline nachts

Die Sheikh Zayed Road (arabisch شارع الشيخ زايد Schari' asch-Schaich Zayid, DMG Šāriʿ aš-Šaiḫ Zāyid, früher Trade Center Road) ist die größte und bekannteste Straße Dubais (Vereinigte Arabische Emirate). Die Schnellstraße hat sich in den vergangenen Jahren zur Hauptverkehrsachse der Wüstenstadt entwickelt und verbindet nahezu alle Stadtteile des modernen Dubai. Die Nutzung der Straße ist teilweise mautpflichtig.

## Lage und Struktur
Die Sheikh Zayed Road beginnt etwa am Za'abel Park und verläuft parallel zur Küstenlinie bis zur Grenze zum Emirat Abu Dhabi in der Gegend von Dschabal Ali. Sie ist Teil der nationalen Schnellstraße E 11, welche entlang der Küste alle am Persischen Golf liegenden Emirate der VAE verbindet. 
Die Sheikh Zayed Road ist größtenteils je Richtung sechs Spuren breit, zzgl. parallel laufender Nebenfahrbahnen. Ihre zahlreichen Verkehrsknotenpunkte sind inzwischen alle kreuzungsfrei ausgebaut. Sie ist beinahe ausschließlich auf den motorisierten Individualverkehr ausgerichtet, für Fußgänger existieren nur wenige Brücken und Unterführungen, um die Straße zu überqueren. Mancherorts ist es erforderlich, mehrere Kilometer weit zu laufen oder zu fahren, um die Straßenseite zu wechseln. Die auf Viadukten an der südlichen Seite fast auf der gesamten Länge der Sheikh Zayed Road verlaufende Metro bietet an ihren Haltepunkten jeweils auch eine Straßenüberführung für Fußgänger an.

## Geschichte und Entwicklung
Die damals Trade Center Road genannte und weitgehend unbebaute Straße wurde Ende der neunziger Jahre instand gesetzt und nach dem ehemaligen Präsidenten der Vereinigten Arabischen Emirate Scheich Zayid bin Sultan Al Nahyan benannt. In Folge entstanden vor allem im ersten Abschnitt der Schnellstraße zwischen den Verkehrsknotenpunkten eins und zwei viele der in den letzten Jahren gebauten Wolkenkratzer von Dubai wie dem Burj Khalifa oder den Emirates Towers. Im weiteren Verlauf wurden immer mehr Wolkenkratzer errichtet, die auch an das neue Stadtzentrum Downtown Dubai anschließen. Die Entwicklung der Straße erinnert damit an die Entwicklung des Las Vegas Strip, entlang dessen sich das Leben ebenfalls in die Wüste ausbreitet und dadurch das ursprüngliche Stadtzentrum immer bedeutungsloser werden lässt. 
Große Einkaufszentren wie die Ibn Battuta Shopping Mall, die Mall of the Emirates oder die Dubai Marina Mall liegen an der Sheikh Zayed Road, ebenso wie das Dubai International Financial Centre (DIFC), Dubai Internet City (DIC) und Dubai Media City (DMC).